# Бобичі
Бо́бичі  — село в Україні, у Зимнівській сільській громаді Володимирського району Волинської області. Засноване в 1545 році.
Населення становить 144 особи. Кількість дворів (квартир) — 57. З них нових (після 1991 р.) — 2.
В селі діє Свято-Покровська церква Московського патріархату. Кількість прихожан — 100 осіб. Працює початкова школа на 15 місць, клуб, фельдшерсько-акушерський пункт, АТС на 4 номери.
В селі доступні такі телеканали: УТ-1, УТ-2, 1+1, Інтер, СТБ, Обласне телебачення. Радіомовлення здійснюють Радіо «Промінь», Радіо «Світязь», Радіо «Луцьк».
Село негазифіковане. Дорога з твердим покриттям в незадовільному стані. Наявне постійне транспортне сполучення з районним та обласним центрами.

## Географія
Селом протікає річка Свинорийка.

## Історія
У 1906 році село Микулицької волості Володимир-Волинського повіту Волинської губернії Волинської губернії. Відстань від повітового міста 21  верста, від волості 6. Дворів 57, мешканців 393.
Під час Другої світової війни, у ході сутичок на етнічному ґрунті було вбито 11 мешканців села.
До 20 червня 2018 року підпорядковувалось Березовичівській сільській раді Володимир-Волинського району Волинської області.
26 січня 2019 року громада Свято-Покровського храму УПЦ МП ухвалила рішення про перехід до помісної Православної церкви України.
З 20 червня 2018 року у складі Війницької сільської об'єднаної територіальної громади.
12 червня 2020 року, відповідно до розпорядження Кабінету Міністрів України № 708-р «Про визначення адміністративних центрів та затвердження територій територіальних громад Волинської області», увійшло до складу Зимнівської сільської територіальної громади.
19 липня 2020 року, в результаті адміністративно-територіальної реформи та ліквідації  Володимир-Волинського району(1940—2020) село увійшло до новоутвореного Володимир-Волинського району (від 18 липня 2022 Володимирського).

## Населення
Згідно з переписом УРСР 1989 року чисельність наявного населення села становила 143 особи, з яких 61 чоловік та 82 жінки.
За переписом населення України 2001 року в селі мешкало 140 осіб.

### Мова
Розподіл населення за рідною мовою за даними перепису 2001 року:
| Мова       | Відсоток |
| ---------- | -------- |
| українська | 97,92 %  |
| російська  | 0,69 %   |
| інші       | 1,39 %   |